# Mobile
För Avril Lavignes låt, se Mobile (sång).
Mobile är en stad (city) i Mobile County i södra Alabama, USA. Staden är administrativ huvudort (county seat) i Mobile County, Mobile, som är en viktig hamnstad, är belägen vid Mobile Bay, en liten vik i norra delen av Mexikanska golfen.

## Kända personer från Mobile
- Alva Belmont, filantrop
- Sanford Bishop, politiker
- Jason Caffey, basketspelare
- Jerry Carl, politiker
- Archie Carr, herpetolog
- Derrick Coleman, basketspelare
- Shomari Figures, politiker